# スコット・ヒックス
スコット・ヒックス（Scott Hicks, 1953年3月4日 - ）はオーストラリア出身の映画監督。

## 略歴
ウガンダでイギリス人の港湾・鉄道土木技術者の父とスコットランド人の母の下に生まれる。家族で住まいを転々とし、10歳までケニヤのナイロビ郊外に暮らし、イギリスを経て14歳の時にオーストラリアのアデレードに落ち着いた。現在でもアデレードに住んでいる。
フリンダース大学で映画制作を学び、数本の短編映画を製作(1997年に大学から名誉博士号を授与される)。卒業後はオーストラリアを代表する映画監督であるピーター・ウィアーやブルース・ベレスフォードのもとでスタッフとして働いた。1979年のウィアー監督『ザ・プラマー/恐怖の訪問者』では第二アシスタントディレクターを務めた。
1989年天安門事件直前の中国を撮ったテレビドキュメンタリー作品『鉄壁・万里の長城』で高い評価を得た。
1995年、ピアニストデヴィッド・ヘルフゴットの伝記映画『シャイン』がアカデミー賞7部門にノミネートされ、世界的な知名度を得る。続く『ヒマラヤ杉に降る雪』、アンソニー・ホプキンス主演の『アトランティスのこころ』も好評を博した。
その後しばらくは仕事をセーブし、オーストラリアでテレビ・コマーシャルの制作などを担当した。そのうちの一つはニューヨーク近代美術館の永久コレクションになっている。
6年後の2007年、ラブコメディ『幸せのレシピ』で復帰。同年作曲家フィリップ・グラスをテーマにしたドキュメンタリー長編『Glass: A Portrait of Philip in Twelve Parts』を制作し、トロント国際映画祭で絶賛された。
現在は商業映画より主にドキュメンタリー作品の製作に戻っている。

## 主な監督作品
- 鉄壁・万里の長城 (1989)
- シャイン Shine  (1995)
- ヒマラヤ杉に降る雪 Snow Falling on Cedars  (1999)
- アトランティスのこころ Hearts in Atlantis  (2001)
- 幸せのレシピ No Reservations (2007)
- 一枚のめぐり逢い The Lucky One (2012)